# Patrice Lauzon
Patrice Lauzon (ur. 26 listopada 1975 w Montrealu) – kanadyjski łyżwiarz figurowy, startujący w parach tanecznych z Marie-France Dubreuil. Uczestnik igrzysk olimpijskich (2002, 2006), dwukrotny wicemistrz świata (2006, 2007), medalista mistrzostw czterech kontynentów (zwycięstwo w 2007 roku), medalista finału Grand Prix oraz 5-krotny mistrz Kanady (2000, 2004–2007). Po zakończeniu kariery 20 maja 2008 roku został trenerem par tanecznych w Montrealu.

## Życie prywatne
Patrice Lauzon urodził się w Montrealu w prowincji Kanady Quebec. Po zakończeniu kariery amatorskiej Lauzon ożenił się ze swoją partnerką sportową Marie-France Dubreuil, z którą występował w parach tanecznych przez 13 lat. Ślub odbył się w sierpniu 2008 r. podczas ceremonii w Auberge Le Saint-Gabriel w Montrealu. 24 grudnia 2010 r. w szpitalu Pierre Le-Gardeur w Montrealu na świat przyszła ich córka Billie-Rose.

## Kariera sportowa
Patrice rozpoczął współpracę z Marie-France Dubreuil w 1995 r. Początki były bardzo trudne, więc Marie-France pracowała w trzech różnych miejscach, a Patrice w sklepie swojego ojca, by sfinansować jazdę na łyżwach.
Do 2001 roku trenowali pod okiem Sylvie Fullum i Francois Vallee. Natomiast od 2002 r. zaczęli współpracę z Muriel Boucher-Zazoui we francuskim Lyonie, co po kilku latach zaowocowało sukcesami. Do 2005 r. zajmowali miejsca na podium w poszczególnych konkursach Grand Prix oraz stawali na podium mistrzostw czterech kontynentów zdobywając dwa srebra i brąz, a także mieli na swoim koncie trzy tytułu mistrzów i trzy tytuły wicemistrzów Kanady. Ich debiut olimpijski miał miejsce podczas igrzysk olimpijskich 2002 w Salt Lake City i zajęli wówczas 12-ste miejsce.
Sezon 2005/06 był dnia nich przełomowy pod względem osiąganych rezultatów. Oprócz zdobycia czwartego tytułu mistrzów Kanady, Dubreuil/Lauzon odnieśli pierwsze zwycięstwa w zawodach rangi Grand Prix – wygrali Skate Canada oraz NHK Trophy, natomiast w finale Grand Prix zdobyli brązowy medal ustępując duetowi rosyjskiemu Nawka/Kostomarow oraz duetowi ukraińskiemu Hruszina/Honczrow. Stali się tym samym jednym z pretendentów do medalu na igrzyskach olimpijskich w Turynie.  Ich udział na drugiej olimpiadzie został przerwany poważnie wyglądającym upadkiem Marie-France podczas jednego z najtrudniejszych podnoszeń w tańcu oryginalnym podczas którego Marie-France trzymała się jedynie ramienia Patrice. Upadek miał miejsce tuż przed zakończeniem tańca, dlatego para była w stanie dokończyć występ, jednak kontuzja okazała się na tyle bolesna, że postanowili zrezygnować z prezentacji tańca dowolnego i dalszego uczestnictwa w zawodach.
Po rozczarowaniu olimpijskim Dubreuil/Lauzon zdecydowali się wystąpić w sezonie 2006/07, który był ich najlepszym w całej karierze.
Zdobyli oni piąty tytuł mistrzów Kanady, powtórzyli zwycięstwa na Skate Canada oraz NHK Trophy, a w finale Grand Prix wygrali srebrny medal. W lutym 2007 r. zostali mistrzami czterech kontynentów, co było ich jedynym złotym medalem w karierze. Na zakończenie sezonu powtórzyli wyczyn sprzed roku i zostali wicemistrzami świata.
20 maja 2008 r. Dubreuil i Lauzon ogłosili oficjalne zakończenie kariery. W kolejnym roku kontynuowali występy w rewiach łyżwiarskich i rozpoczęli przygotowania do kariery trenerskiej.

## Kariera trenerska

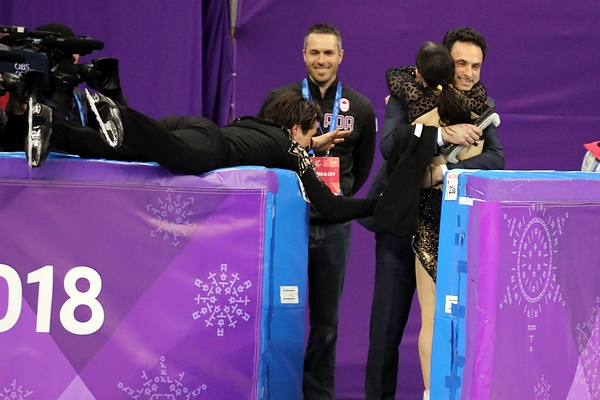
Lauzon z parą Tessa Virtue / Scott Moir po ich tańcu krótkim na igrzyskach olimpijskich (2018)

Patrice i Marie-France Dubreuil wraz z Romainem Haguenauerem trenują pary taneczne w Gadbois Centre w Montrealu. Podczas igrzysk olimpijskich w 2018 r. prowadzone przez nich pary zdominowały konkurs olimpijski zdobywając złoty (Virtue/Moir) oraz srebrny medal (Papadakis/Cizeron). Do ich uczniów należą następujące pary taneczne (osiągnięcia pod okiem tego zespołu trenerskiego):
- Tessa Virtue / Scott Moir (Kanada; 2 złote medale olimpijskie, mistrzostwo świata, mistrzostwo czterech kontynentów, złoty i srebrny medal finału Grand Prix, mistrzostwo Kanady)[7]
- Gabriella Papadakis / Guillaume Cizeron (Francja; wicemistrzostwo olimpijskie, 3-krotne mistrzostwo świata, 4-krotne mistrzostwo Europy, złoty, srebrny i brązowy medal finału Grand Prix, 4-krotne mistrzostwo Francji)[8]
- Madison Hubbell / Zachary Donohue (Stany Zjednoczone; wicemistrzostwo świata, mistrzostwo Stanów Zjednoczonych)[9]
- Laurence Fournier Beaudry / Nikolaj Sørensen (Dania; 2-krotne mistrzostwo Danii)[10]
- Marie-Jade Lauriault / Romain Le Gac (Francja)[11]
- Olivia Smart / Adrián Díaz (Hiszpania; mistrzostwo Hiszpanii)[12]
- Carolane Soucisse / Shane Firus (Kanada; wicemistrzostwo czterech kontynentów)[13]
- Marjorie Lajoie / Zachary Lagha (Kanada)[14]
- Ellie Fisher / Simon-Pierre Malette-Paquette (Kanada)[15]
- Rikako Fukase / Aru Tateno (Japonia)[16]
- Madison Chock / Evan Bates (Stany Zjednoczone)
- Justyna Plutowska / Jérémie Flemin (Polska)
- Wang Shiyue / Liu Xinyu (Chiny)
- Misato Komatsubara / Tim Koleto (Japonia)

Ich byli uczniowie to:
- Sara Hurtado / Adrián Díaz (Hiszpania)
- Lee Ho-jung / Richard Kang-in Kam (Korea)
- Élisabeth Paradis / François-Xavier Ouellette (Kanada)
- Alexandra Paul / Mitchell Islam (Kanada)
- Celia Robledo / Luis Fenero (Hiszpania)[17]

## Programy
| Sezon   | Taniec oryginalny (OD)                                                                           | Taniec dowolny (FD) | Pokazy mistrzów                                                                                                 |
| ------- | ------------------------------------------------------------------------------------------------ | --- | --- |

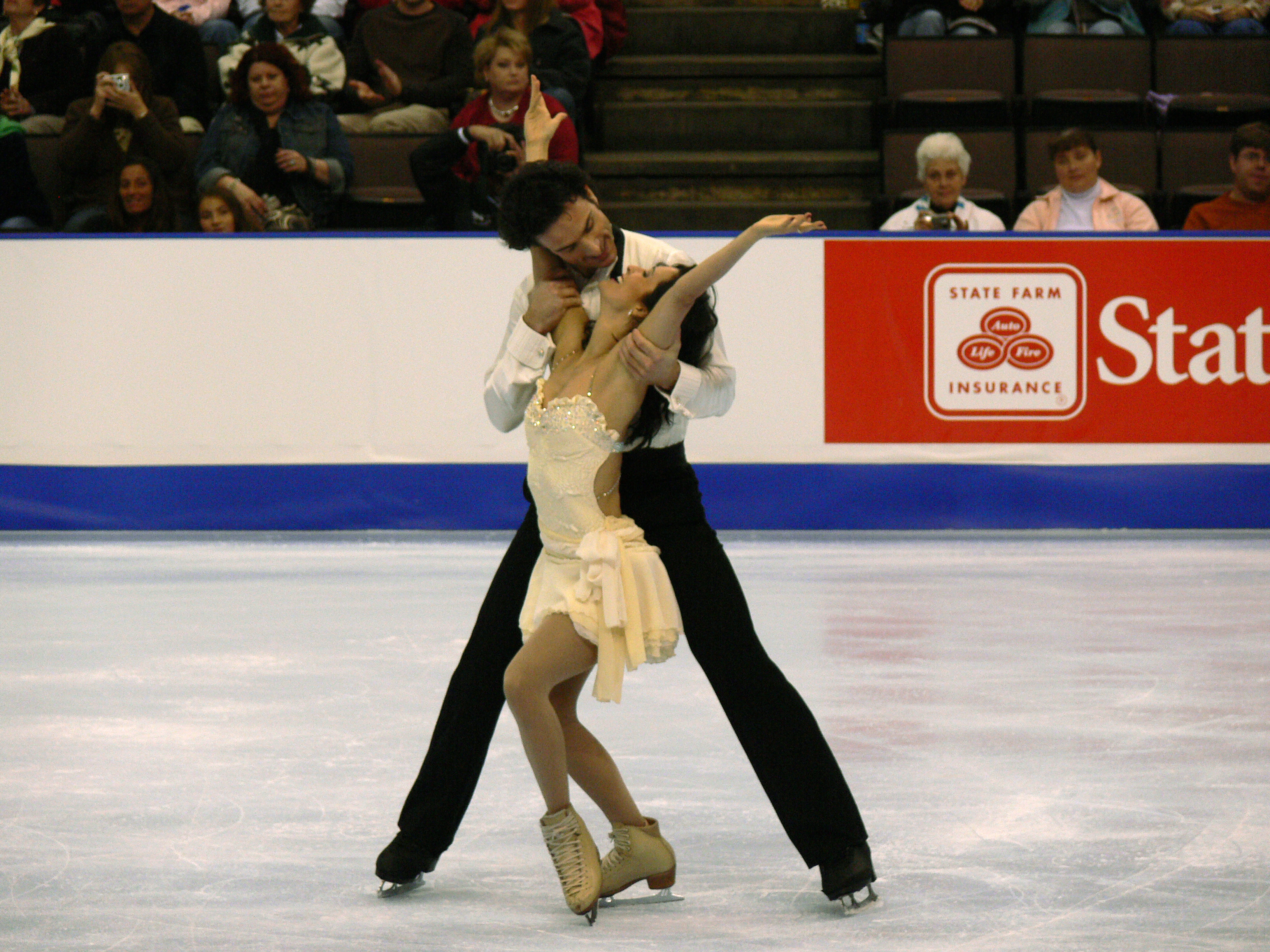
Taniec dowolny At Last na Campbell Cup 2006

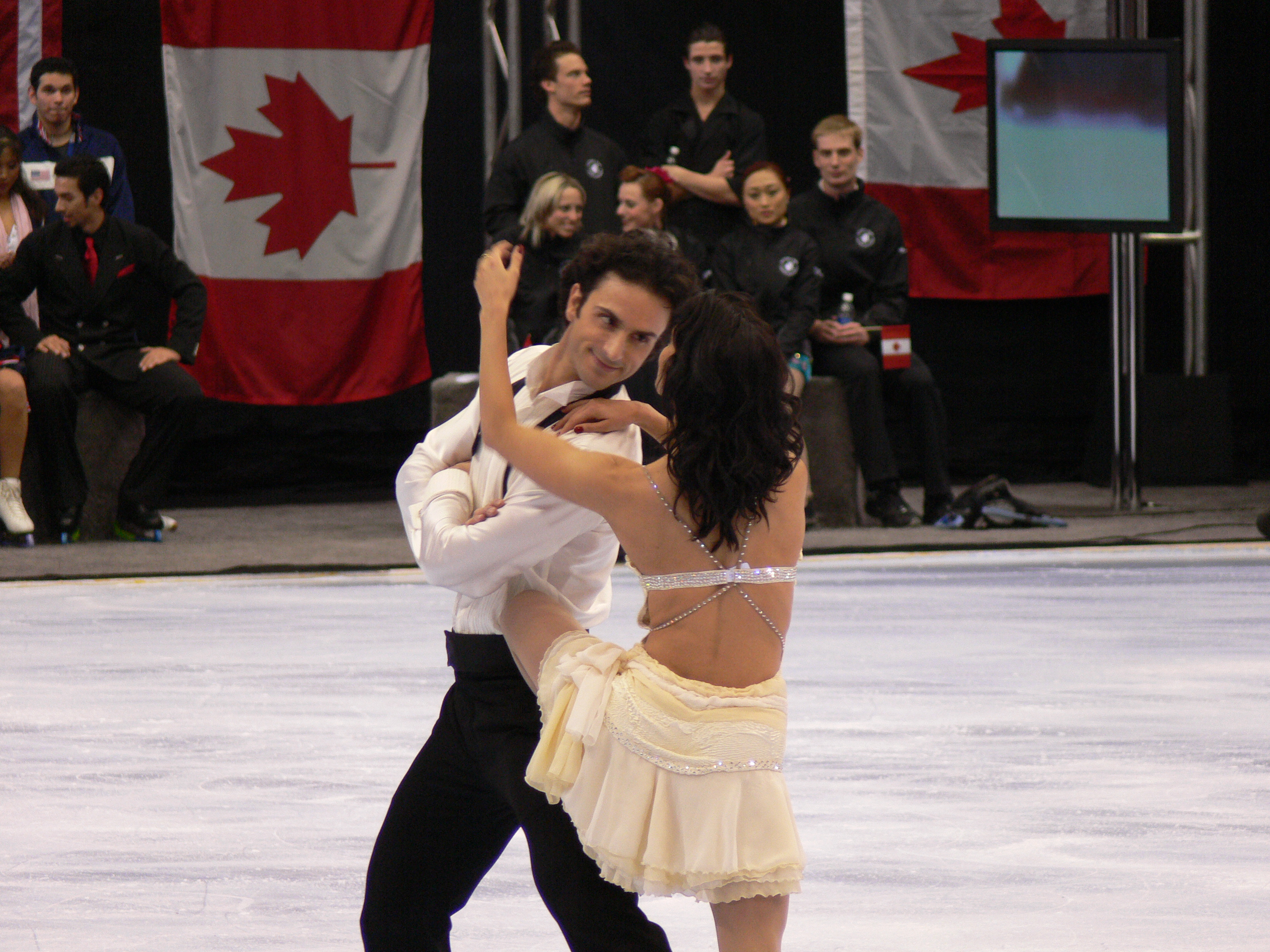
Taniec dowolny At Last na Campbell Cup 2006

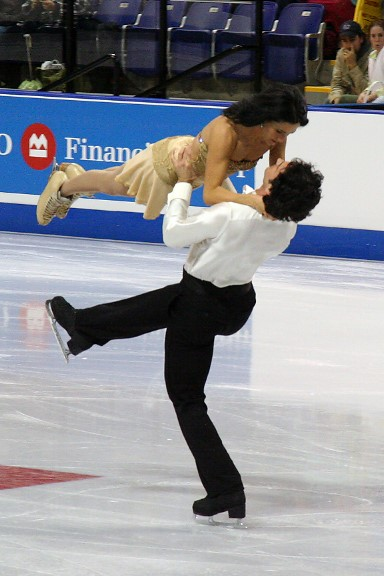
Podnoszenie Dubreuil i Lauzon na zawodach Skate Canada International 2006 – taniec dowolny

| 2006–07 | - Paya d’Ora – Orquesta del Tango de la Ciudad de Buenos Aires                                   | - At Last – Etta James | - Ne Me Quitte Pas – Jacques Brel - Whole Lotta Love – Tina Turner                                              |
| 2005–06 | - Salsa, rumba: Ne Me Quitte Pas (remix) – Jacques Brel                                          | - Somewhere in Time – John Barry | - Ne Me Quitte Pas – Jacques Brel - Singin' in the Rain (z filmu Deszczowa piosenka) – Arthur Freed             |
| 2004–05 | - Singin' in the Rain (z filmu Deszczowa piosenka) – Arthur Freed                                | - Winter Vision – Scott Fitzgerald - Taboo – Peter Gabriel | - Singin' in the Rain (z filmu Deszczowa piosenka) – Arthur Freed                                               |
| 2003–04 | - Americano – Renato Carosone - Why Don’t You Do Right                                           | - Des Tours De Vies (Nu Tango) – Antony Rouchier - Santa Maria (del Buen Ayre) – Christoph Mullee, Edouardo Markoff - Vuelvo Al Sur – Ástor Piazzolla - Tango Inna Babylone (Nu Tango) – Cesar Valente, Sebastien Isaia, Antony Rouchier | - L'Oiseau - Glory Box – Portishead                                                                             |
| 2002–03 | - At the Ball - Furioso Polka – Johann Strauss                                                   | - Dance with my Heart – Majoly | - Tango medley                                                                                                  |
| 2001–02 | - Yo Soy Maria - Balada Renga Para Un Organito Loco - Yo Soy Maria – Ástor Piazzolla             | - Madame Butterfly – Giacomo Puccini | |
| 2000–01 | - L-O-V-E – Nat King Cole - My Melancholy Baby (z filmu Forget Paris) – E. Burnette, G.A. Norton | - Victorious Titus (z filmu Tytus Andronikus) – E. Goldenthal | - The Ninth Gate (z filmu Dziewiąte wrota)                                                                      |
| 1999–00 | - Relax and Mambo (Machito) - Magalenha - Dance with Me                                          | - Life Is Beautiful – Nicola Piovani | - The First Time Ever I Saw Your Face – George Michael, oryg. Peggy Seeger - The Feeling Begins – Peter Gabriel |
| 1998–99 | - La Grimas Y Sonisas - Argentine Waltz                                                          | - The Feeling Begins – Peter Gabriel | |

## Osiągnięcia

### Z Marie-France Dubreuil
| Zawody                           | 95–96          | 96–97          | 97–98          | 98–99          | 99–00          | 00–01          | 01–02          | 02–03          | 03–04          | 04–05          | 05–06          | 06–07          |                |                |                |                |                |
| Międzynarodowe                   | Międzynarodowe | Międzynarodowe | Międzynarodowe | Międzynarodowe | Międzynarodowe | Międzynarodowe | Międzynarodowe | Międzynarodowe | Międzynarodowe | Międzynarodowe | Międzynarodowe | Międzynarodowe | Międzynarodowe | Międzynarodowe | Międzynarodowe | Międzynarodowe | Międzynarodowe |
| -------------------------------- | -------------- | -------------- | -------------- | -------------- | -------------- | -------------- | -------------- | -------------- | -------------- | -------------- | -------------- | -------------- | -------------- | -------------- | -------------- | -------------- | -------------- |
| Igrzyska olimpijskie             |                |                |                |                |                |                | 12             |                |                |                | WD             |                |                |                |                |                |                |
| Mistrzostwa świata               |                |                |                |                | 10             | 11             | 10             | 10             | 8              | 7              | 2              | 2              |                |                |                |                |                |
| Mistrzostwa czterech kontynentów |                |                |                |                | 2              | 3              |                | 4              | 2              |                |                | 1              |                |                |                |                |                |
| GP Finał Grand Prix              |                |                |                |                |                | 6              | 6              | 6              | 6              | 5              | 3              | 2              |                |                |                |                |                |
| GP Bofrost Cup on Ice            |                |                |                | 8              |                |                | 2              | 4              |                |                |                |                |                |                |                |                |                |
| GP Cup of China                  |                |                |                |                |                |                |                |                |                | 3              |                |                |                |                |                |                |                |
| GP Cup of Russia                 |                |                | 6              |                | 5              | 6              |                |                |                |                |                |                |                |                |                |                |                |
| GP Trophée Lalique               |                |                |                | 6              |                |                |                |                | 2              |                |                |                |                |                |                |                |                |
| GP NHK Trophy                    |                |                |                |                |                |                | 4              |                |                |                | 1              | 1              |                |                |                |                |                |
| GP Skate Canada International    |                |                |                |                | 4              | 3              |                | 2              | 3              | 2              | 1              | 1              |                |                |                |                |                |
| Bofrost Cup on Ice               |                |                |                |                |                |                |                |                | 1              |                |                |                |                |                |                |                |                |
| Memoriał Karla Schäfera          |                | 6              |                |                |                |                |                |                |                |                |                |                |                |                |                |                |                |
| Czech Skate                      |                |                | 1              |                |                |                |                |                |                |                |                |                |                |                |                |                |                |
| Golden Spin of Zagreb            |                | 2              |                |                |                |                |                |                |                |                |                |                |                |                |                |                |                |
| Lysiane Lauret                   |                |                | 11             |                |                |                |                |                |                |                |                |                |                |                |                |                |                |
| Krajowe                          |                |                |                |                |                |                |                |                |                |                |                |                |                |                |                |                |                |
| Mistrzostwa Kanady               | 6              | 4              | 4              | 4              | 1              | 2              | 2              | 2              | 1              | 1              | 1              | 1              |                |                |                |                |                |

### Z Chantal Lefebvre
| Zawody                                | 93–94          | 94–95          |                |                |                |                |                |                |                |                |                |                |                |                |                |                |                |
| Międzynarodowe                        | Międzynarodowe | Międzynarodowe | Międzynarodowe | Międzynarodowe | Międzynarodowe | Międzynarodowe | Międzynarodowe | Międzynarodowe | Międzynarodowe | Międzynarodowe | Międzynarodowe | Międzynarodowe | Międzynarodowe | Międzynarodowe | Międzynarodowe | Międzynarodowe | Międzynarodowe |
| ------------------------------------- | -------------- | -------------- | -------------- | -------------- | -------------- | -------------- | -------------- | -------------- | -------------- | -------------- | -------------- | -------------- | -------------- | -------------- | -------------- | -------------- | -------------- |
| Grand Prix International St. Gervais  |                | 3              |                |                |                |                |                |                |                |                |                |                |                |                |                |                |                |
| Nebelhorn Trophy                      |                | 3              |                |                |                |                |                |                |                |                |                |                |                |                |                |                |                |
| Międzynarodowe: Kategorie młodzieżowe |                |                |                |                |                |                |                |                |                |                |                |                |                |                |                |                |                |
| Mistrzostwa świata juniorów           | 4              |                |                |                |                |                |                |                |                |                |                |                |                |                |                |                |                |
| Krajowe                               |                |                |                |                |                |                |                |                |                |                |                |                |                |                |                |                |                |
| Mistrzostwa Kanady                    |                | 5              |                |                |                |                |                |                |                |                |                |                |                |                |                |                |                |

### Z Marisą Gravino
| Mistrzostwa Kanady | 1 N |

## Nagrody i odznaczenia
- Skate Canada Hall of Fame – 25 maja 2019